# Дубовый Ключ
Дубо́вый Ключ — село в Уссурийском городском округе Приморского края.
Расположено в 25 км от Уссурийска на левом берегу реки Комаровка, в котловине между сопками. Население села 187 чел.

## География
Часовой пояс
Село Дубовый Ключ, как и весь Приморский край, находится во Владивостокском часовом поясе. Смещение относительно UTC составляет +11:00. Относительно Московского времени часовой пояс имеет постоянное смещение +7 часов и обозначается в России как MSK+7.
Климат
Климат села Дубовый Ключ — муссонный. Относительная влажность высокая, дожди большей частью обильные, ливневые. Максимум осадков приходится на июль—август. Весна прохладная, часто ветреная. Устойчивые морозы прекращаются в марте. Лето тёплое и влажное. Самые тёплые месяцы — июль и август. Пик температур приходится на вторую половину июля и первую половину августа, после чего температуры начинают падать. Влияние океана задерживает приход сезонов примерно на месяц, что особенно заметно летом и осенью. Падение температуры в селе осенью происходит медленно, отчасти из-за влияния океана, отчасти из-за южного положения села (широты Краснодарского края). Муссоны в начале осени стихают, и устанавливается тёплая ясная погода. Такая осень получила своё название «Золотая дальневосточная». Средняя температура сентября 15—17 градусов и он, в отдельные годы, бывает теплее июня. Первые заморозки наступают в начале октября, а морозная погода устанавливается в ноябре (обычно во второй декаде). Зимы холодные, преимущественно ясные. Снежный покров обычно незначителен. Минимальные температуры преобладают во второй половине декабря и первой половине января. Февраль обычно тёплый с частыми оттепелями.

## История
Основателями являлись купцы Пьянковы — Михаил, Владимир и Иннокентий. Семья Пьянковых считалась одной из самых представительных в деловом мире далекой восточной окраины России — «родоначальники» дальневосточной алкогольной промышленности. Михаил Павлинович, купец 2-й гильдии, возглавил торговый дом «М. Пьянков с бр.» 12 октября 1877 года В. Пьянков обратился к генерал-губернатору Приамурской области г-ну Корфу с прошением о разрешении устройства с братом Михаилом винокуренного завода в Уссурийском крае. После длительных топографических исследований в Уссурийском крае и многолетней переписки, генерал-губернатор Корф своим распоряжением от 24 ноября 1892 года разрешает: «Продать в собственность Михаилу Пьянкову одного участка казённой земли по реке Супутинке в количестве 100 десятин 1400 сажень с немедленной выдачей документов на куплю». Винокуренный завод, братья назвали в честь своего отца Павлина Пьянкова — «Павлиновский». Его строительство завершилось в 1893 год. Винокурение производилось из пшеницы, кукурузы и даже гречки. Использовался также гаолян — злаковое травянистое растение рода сорго. Завод был построен по последнему слову техники, освещался электричеством. Имелась телефонная связь с городом Никольск-Уссурийск.
«Имя» завода получило и имение площадью более 400 гектаров в его окрестностях — «Павлиновское». Вокруг горы, покрытые дубом, лесным ильмом, орехом и т. д. В окрестностях леса в изобилии были такие звери как изюбрь, коза, кабарга, медведь, барс, барсук, белки, волки и пр. Недалеко от имения не раз натыкались на тигра. Со временем оно превратилось в деревушку, населённую рабочими и их семьями. При заводе имелась мельница, кирпичный завод для надобностей завода, лесопильня, конюшня. Занимались скотоводством, разведением коз, овец, птицы. Кормление, доение и уход были поставлены по датской системе. Выращивали ячмень, кукурузу, овёс, яровую пшеницу, картофель. К 1 июля 1913 года в имении были 172 лошади, из которых большая часть чистокровные и полукровные.
Русских рабочих рук было мало, и ценились они дорого, поэтому рабочими на заводе были китайцы, пришлые переселенцы и запасные нижних чинов. В первые годы на заводе работало 30 человек, а в 1912—1913 гг. 125 человек, из них 51 человек русские. Для служащих и рабочих имелись: школа, больница, лавка и библиотека. Школой заведовала учительница, окончившая 8 классов гимназии, получала она 50 рублей в месяц при готовой квартире, освещении и отоплении. В школе училось 25 детей, из них 7 корейцев.
Чтобы соединить Павлиновку с населёнными пунктами, Пьянковы построили ряд дорог: две в город Никольск-Уссурийск, в сёла Ново-Хотунич, Кролевец и Раздольное.
Стоимость винокуренного завода «Павлиновский» с подвалом и солодовней составляла 180 тыс. рублей, а 1913 году возросла до 400 тыс. рублей. В первый год завод перерабатывал 500 пудов зерна в сутки, а в 1912—1913 годах 260 тыс. пудов. Винокурение производилось исключительно из хлеба, а также гаоляна, кукурузы и даже гречки. Зерно покупали у русских крестьян, казаков, корейцев, китайцев. Пшеница снималась со своего имения. Для утилизации барды приобретался скот, который при правильном кормлении бардой, хорошем помещении и уходе, через 2-3 месяца прибавлял в весе 4-8 пудов. Спирт в бочках на лошадях и на автомобилях, поднимающих 6 бочек со спиртом, направлялся в город Никольск-Уссурийск, откуда поступал в склады, а затем к покупателям Приморской и Амурской областей.
В 1913 г. за производство качественной муки и за пчеловодное хозяйство Пьянковы получили большие серебряные медали, за выставленных чистокровных скаковых рысаков своего конного завода получили малую золотую медаль, а за винокуренное производство — большую золотую медаль.
В результате революционных событий на Дальнем Востоке в 1923 г. все владения Пьянковых были конфискованы.
На базе села и прилегающих земель создавались следующие предприятия:
- 1933—1937 гг. — Суйфуно-Уссурийская плодово-ягодная зональная опытная станция;
- 1937—1939 гг. — Уссурийский плодово-ягодный опорный пункт Хабаровской плодоовощной опытной станции;
- 1939—1941 гг. — Уссурийский областной плодово-ягодный питомник;
- 1941—1975 гг. — Приморское плодово-ягодное опытное поле.

В 1945 году директором плодово-ягодного поля был назначен Григорий Иванович Семёнов. После окончания Института садоводства в г. Козлов Тамбовской области место назначения Семёнову на Дальний Восток определил его учитель — Иван Владимирович Мичурин.
В 1961 году для испытания в условиях Суйфуно-Уссурийской и Южно-прибрежной зон садоводства Приморского края было выращено и передано садоводам более двух тысяч однолетних саженцев яблони сортов: Зеленка сочная, Слава Приморья, Приморское осеннее, Померанцевое. В последующие годы были выделены для испытания сорта яблони: Рублевое, Атлантка, Крашенка, Медальное, Феномен, Осеннее призовое, Ковалевское и целый ряд других. Всего Григорием Ивановичем было отселектировано и передано для испытания более 70 сортов яблони, 12 сортов сливы, десяток сортов груши. Сотрудниками плодово-ягодного опытного поля при участии и руководстве Семёнова было выведено более двух десятков сортов ягодных культур (земляники, крыжовника, смородины и винограда). Такие сорта яблони, как Зеленка сочная, Рублевое, Атлантка, Слава Приморья успешно прошли испытания и были утверждены Государственной комиссией РФ по испытанию и охране селекционных достижений к районированию в Приморском крае. Эти замечательные сорта с массой плодов от 70-90 до 150—200 г, имеющие отличные вкусовые качества. Устойчивы к бактериальному раку коры. Плодоношение длится до 25-30 лет с урожаями до 40-50 кг с дерева. Семёновские сорта по настоящее время заслуживают высокую оценку у садоводов Приморья и пользуются большим спросом.
На окраине села Голендон находился пионерский лагерь, детский противотурберкулезный санаторий.
Памятник погибшим в Великой Отечественной войне односельчанам был изготовлен скульптором А.В. Морозовым.
Переименование
До 1972 года в Приморском крае названия многих географических объектов были китайского происхождения.
Указом Президиума Верховного Совета РСФСР от 26 декабря 1972 г. и Постановлением Совета Министров РСФСР № 753 от 29 декабря 1972 года село Голендон было переименовано в село Дубовый Ключ.

## Население
| 2002 | 2010 |
| ---- | ---- |
| 187  | →187 |

## Экономика и хозяйственная деятельность
- С 1975 по 1991 гг. село Дубовый Ключ являлось центральным отделением плодово-ягодного совхоза «Баневуровский».
- С 1991 по 2002 гг. — центральное отделение КСП «Баневуровский».

В данное время действующих предприятий в селе нет. Работает один магазин, клуб, амбулатория. Земля на территории села Дубовый Ключ является очень востребованной для строительства коттеджей (в основном — жителями Уссурийска).
Улицы села: Садовая, Сосновая, Санаторная, Новая, Биостанция, Лесная.

## Транспорт и связь
В село Дубовый Ключ идёт дорога от села Долины (ниже по реке, расстояние около 2 км).
От села Дубовый Ключ по мосту на правый берег реки идёт дорога к селу Каймановка (вверх по реке).
Транспортное сообщение с городом Уссурийск, автобусы :
- № 113 Уссурийск—Каменушка (4 раза в день),
- № 117 Уссурийск—Горно-Таёжное (3 раза в день).